# Walter Boudreau
 (février 2018).
Pour les articles homonymes, voir Boudreau.
Walter Boudreau (Montréal, 1947) est un compositeur, un saxophoniste et un chef d'orchestre québécois.
En 1969, il fonde le groupe L'Infonie avec Raoul Duguay, groupe qui sera dissous en 1973. Il occupe le poste de directeur artistique de la Société de musique contemporaine du Québec (SMCQ) à Montréal de 1988 à 2021. On lui doit entre autres la réalisation de la Symphonie du Millénaire en juin 2000, événement musical impliquant plusieurs compositeurs et joué devant l'Oratoire Saint-Joseph, ainsi que le Festival international Montréal/Nouvelles Musiques.

## Maîtres
- Pierre Boulez
- Serge Garant
- Mauricio Kagel
- György Ligeti
- Bruce Mather
- Olivier Messiaen
- Karlheinz Stockhausen
- Gilles Tremblay
- Iannis Xenakis

## Liste d'œuvres
- Pain-Beurre, 1969, pour ensemble, bande magnétique, feed-back et synthétiseur (25 min)
- Ysengouronnie, 1970-71, pour 10 musiciens, bande magnétique et récitant (50 min)
- Ubiquital 1, 1971, pour 2 flûtes, 2 clarinettes, quatuor de saxophones, 4 cors, klavinet Honner « préparé », 4 violons, 4 violoncelles, percussion (10 min)
- Paix (1re version), 1971, pour voix d’homme solo, quatuor de saxophones, piano et klavinet, guitare électrique, guitare basse électrique, percussion, électroacoustique (43 min)
- Paix (version finale), 1972, pour quatuor de saxophones, piano, piano électrique Fender-Rhodes, klavinet, guitare électrique, guitare basse électrique, percussion, électroacoustique (45 min)
- Ubiquital II, 1972, pour flûte (également piccolo), clarinettes, hautbois, contrebasson, quatuor de saxophones, cor, trompette, trombones, tuba, 4 percussions, quintette à cordes (18 min)
- Ubiquital III, 1972, pour flûte, hautbois, clarinettes, contrebasson, quatuor de saxophones, cor, trompette, trombones, tuba, piano (15 min)
- Variations I, 1973-75, pour flûte (également saxophone alto), piccolo (également saxophone ténor), saxophone soprano, trombone ténor, piano (également célesta), guitare électrique, percussions, contrebasse amplifiée (55 min)
- Variations II (Dans les champs, il y a des bibittes), 1973-74 (rev. 1983), pour orchestre (25 min)
- Coffre I, 1975, pour flûte, hautbois/cor anglais, cor en fa, trombone ténor, voix de soprano, percussions (n.b. les 4 vents peuvent être remplacés par un quatuor de saxophones) (3 min)
- Coffre II (Le Cercle Gnostique II), 1975, pour orchestre (84 min)
- Coffre III (Le Cercle Gnostique I), 1976-77, pour flûte (aussi piccolo, flûte en sol et flûte-basse), guitare, voix de soprano (25 min)
- Morceaux, 1976, pour orchestre à cordes (10 min)
- Les Sept Jours, 1977, pour ensemble de 8 percussionnistes (14 min)
- L'Odyssée du Soleil (Le Cercle Gnostique III), 1978, pour trompettes, cors, trombone ténor, trombone basse, tuba (23 min)
- Incantations I (Le Cercle Gnostique IV), 1979, pour quatuor de saxophones (25 min)
- Amon-Râ (Le Cercle Gnostique V), 1979, pour quintette d'ondes Martenot (27 min)
- Demain les Étoiles (Le Cercle Gnostique VI), 1980, pour 12 saxophones (21 min)
- Contact-Itinéraires (Le Cercle Gnostique VII), 1981, pour quintette à vent (30 min)
- La Toc (Le Cercle Gnostique VIIa), 1981, pour 12 percussionnistes (12 min)
- Carrousel-Constellations (Le Cercle Gnostique VIII), 1982, pour flûte, violoncelle, 2 pianos/célestas, percussion (19 min)
- Voyage au centre du Soleil (Le Cercle Gnostique IX), 1983, 4 trompettes, 3 trombones, tuba, percussion (21 min)
- Cocktail Music (Musiques entre 5 et 7), 1983, pour saxophone et percussion (20 min)
- Incantations III (Le Cercle Gnostique IXa), 1983-84, pour 2 piccolos, 2 flûtes, 2 hautbois, 2 clarinettes, basson, contrebasson (18 min)
- Les Planètes (Le Cercle Gnostique IXe), 1983-98-2011, pour piano solo (33 min)
- Coffre IIIa (Incantations IV {Le Cercle Gnostique I}), 1978/1984/1993, pour flûte ou clarinette en Si b, violoncelle, piano (11 min)
- Lent(e) ré concentr(e)ré, à la Boudrini (participation à l'œuvre collective « La Folia »), 1984, pour cornemuse principale, hautbois, clarinette basse, trompette en Sib, trombone ténor, 2 percussions, violon, alto, violoncelle (3 min)
- Incantations V (Le Cercle Gnostique IXc), 1985, pour flûte, clarinette, piano, violon, alto, violoncelle (21 min)
- Chaleurs, 1985 (rev.1989), Partie a : quatuor de saxophones (40 min) ; Partie b : musique électro-acoustique (40 min)
- Incantations Va (Le cercle Gnostique IXd), 1985-86, pour 7 violons, 2 alti, 2 violoncelles, contrebasse (21 min)
- Hommage à Ste-Cécile (œuvre tirée des Fanfares du Groupe des SISSES), 1987, pour 4 cors, 4 trompettes, 2 trombones, 2 tubas, 4 percussions (6 min)
- Versus, 1987, pour flûte, hautbois, clarinette, basson, 2 cors, trompette, trombone ténor, piano, 3 percussions (20 min)
- Wallongements (œuvre tirée des Fanfares du Groupe des SISSES), 1988, pour flûte, hautbois, clarinette basse, saxophone, tuba alto, 2 synthétiseurs (DX7) (6 min)
- Berliner Momente I, 1988 (rev. 2007), pour grand orchestre (15 min)
- Tradiderunt Me In Manus Impiorum I, 1989, pour ensemble de 43 musiciens (10 min)
- Golgot(h)a, 1990 (rev. 2006), pour 2 cors, 2 trompettes, 2 trombones, tuba, orgue, 5 percussions, chœur mixte, récitant (38 min)
- Encore ces questions sans réponse..., 1991, pour 2 piccolos, hautbois, 2 clarinettes, cor, 2 trompettes, 2 trombones, 1 tuba, 4 percussions (20 min)
- Tradiderunt Me In Manus Impiorum II, 1991, pour grand orchestre (10 min)
- Berliner Momente II, 1991 (rev.2007), pour grand orchestre (20 min)
- Contact II, 1992, pour cor en fa, 2 trompettes, 2 trombones ténors (10 min)
- Neuf Zéniths I (Incantations VI {Le Cercle Gnostique IXf), 1992, pour flûte, hautbois, clarinette, cor, trompette, trombone, piano, percussion, violon, alto, violoncelle (15 min)
- Berliner Momente III, 1992-93, pour grand orchestre (16 min)
- Encan-Tension, 1993, pour trompette, 2 trombones, percussion (5 min)
- Neuf Zéniths II (Incantations VIa{Le Cercle Gnostique IXg), 1994-95, pour flûte, hautbois, clarinette, cor, trompette, trombone, piano, 2 percussions, violon, alto, violoncelle (25 min)
- Le Matin des Magiciens (Incantations VII{Le Cercle Gnostique IXh), 1995-96, Gamelan javanais, cor en fa, ondes Martenot, 2 harpes, 2 percussions, contrebasse (21 min)
- Berliner Momente IV, 1996-97, pour grand orchestre (33 min)
- Le diable dans le beffroi, 1997-98, pour quintette à vent (15 min)
- La vie d'un héros, 1998-99, pour violon solo et orchestre à cordes (33 min)
- Contact III, 1998, pour cor, 2 trompettes, 2 trombones (2 min)
- Golgot(h)a pour orchestre (Le Voyage), 1999-2001-2002, pour récitant, chœur mixte et orchestre (48 min)
- La Symphonie du Millénaire (œuvre collective, conception avec le compositeur Denys Bouliane et participation), 1999-2000, pour 333 musiciens, 15 clochers d’église numérisés, un grand orgue, un carillon de 56 cloches, 2000 sonneurs de clochettes et deux camions de pompiers (96 min)
- Le Grand Méridien, 2001-2002, pour quatuor à cordes (33 min)
- Finale(ment), 2002, pour quatuor à cordes (2 min)
- Valse de l’asile, 2003, pour piano solo (6 min)
- L’Asile de la Pureté, 2003-2004, musique électroacoustique (45 min)
- Suite « Frankenstein », 2005, pour contrebasse solo (12 min)
- Quatre préludes sautés (en guise d’introduction au Black Page de Frank Zappa), 2006, pour ensemble de 9 percussions, piano (12 min)
- Berliner Momente V, 2007-2008, pour grand orchestre (42 min)
- Robe de guerre, 2008, pour orgue solo (5 min)
- La charge de l’orignal épormyable, 2009, musique électroacoustique (45 min)
- Romantic Medley, 2009, pour baryton solo et chœur a capella de voix de femmes (15 min)
- Concerto de l’asile, 2010-2012, pour piano solo et grand orchestre (45 min)
- Le téléphone bien tempéré (avec Yves Daoust), 2010-2011, pour 12 groupes de téléphones cellulaires, clavecin et orgue solos, quintette à vent, trame électronique et traitement électronique en direct (50 min)
- Solaris (Incantations VIII{Le Cercle Gnostique IXi)), 2012-2013, pour flûte, hautbois, clarinette, basson, cor, trompette, trombone, piano, 2 percussions, 2 violons, alto, violoncelle, contrebasse (25 min)
- La Symphonie du Millénaire (Prise II), 2016-2017, version révisée et réduite pour grand orchestre, chœur mixte, grand orgue, 15 clochers d’église numérisés sur support électronique, musique électroacoustique et participation facultative d’un nombre indéterminé de carillonneurs (« sonneurs » de clochettes) (74 min)

## Musiques de films et de théâtre
- La Nuit de la poésie 27 mars 1970
- La Chambre blanche, Jean-Pierre Lefebvre, 1970
- Kilowatt-Plus, Aimée Gagnis et Jacques Gagné, 1970
- Stéréo, Gilles Carle, 1970
- Les Maudits Sauvages, Jean-Pierre Lefebvre, 1971
- L'Infonie inachevée, 1972
- Hochelaga, Jean-Claude Labrecque et Jacques Gagné, 1973
- Elisa 5, Jean Leclerc, 1973
- Réjeanne Padovani, Denys Arcand, 1973
- Une Nuit en Amérique, Jean Chabot, 1973
- Ultimatum, Jean-Pierre Lefebvre, 1973
- Elisa 4, Jean Leclerc, 1973
- La Petite Nuit, André Théberge, 1975
- Canal Zap Canal, Marie Décary, 1988
- Le Récital, Marie Décary, 1991
- L’asile de la Pureté, Claude Gauvreau (Théâtre du Nouveau Monde), 2004
- Robe de guerre, Michèle Cournoyer, 2008
- La charge de l’orignal épormyable (Théâtre du Nouveau Monde), 2009

## Distinctions
- 1974 : Concours national de la Société Radio-Canada pour jeunes compositeurs
- 1982 : Prix Jules-Léger pour la nouvelle musique de chambre
- 1991 : Grand prix Paul-Gilson de la Communauté des radios publiques de langue française
- 1991 et 2004 : Grand prix du Conseil des arts de Montréal
- 1996 à 2003 : Prix Opus du Conseil québécois de la musique, catégories compositeur de l'année (1998), événement de l'année (2000, 2003), personnalité de l'année (2003), directeur artistique de l'année (2003)
- 2003 : Prix Molson
- 2004 : Prix Denise-Pelletier
- 2004 : Prix Gascon-Roux
- 2005 : Masques (prix), catégorie meilleure musique de scène
- 2013 :  Chevalier de l'Ordre national du Québec[2]
- 2014 :  Membre de l'Ordre du Canada[3]
- 2015 : Prix du Gouverneur général pour les arts de la scène
- 2016 : Bourse de carrière du Conseil des arts et des lettres du Québec (CALQ)
- 2017 : Prix Eddy-Marnay de la Fondation SPACQ
- 2022 - Compagnon de l'Ordre des arts et des lettres du Québec[4].